# گوآنتانامرا

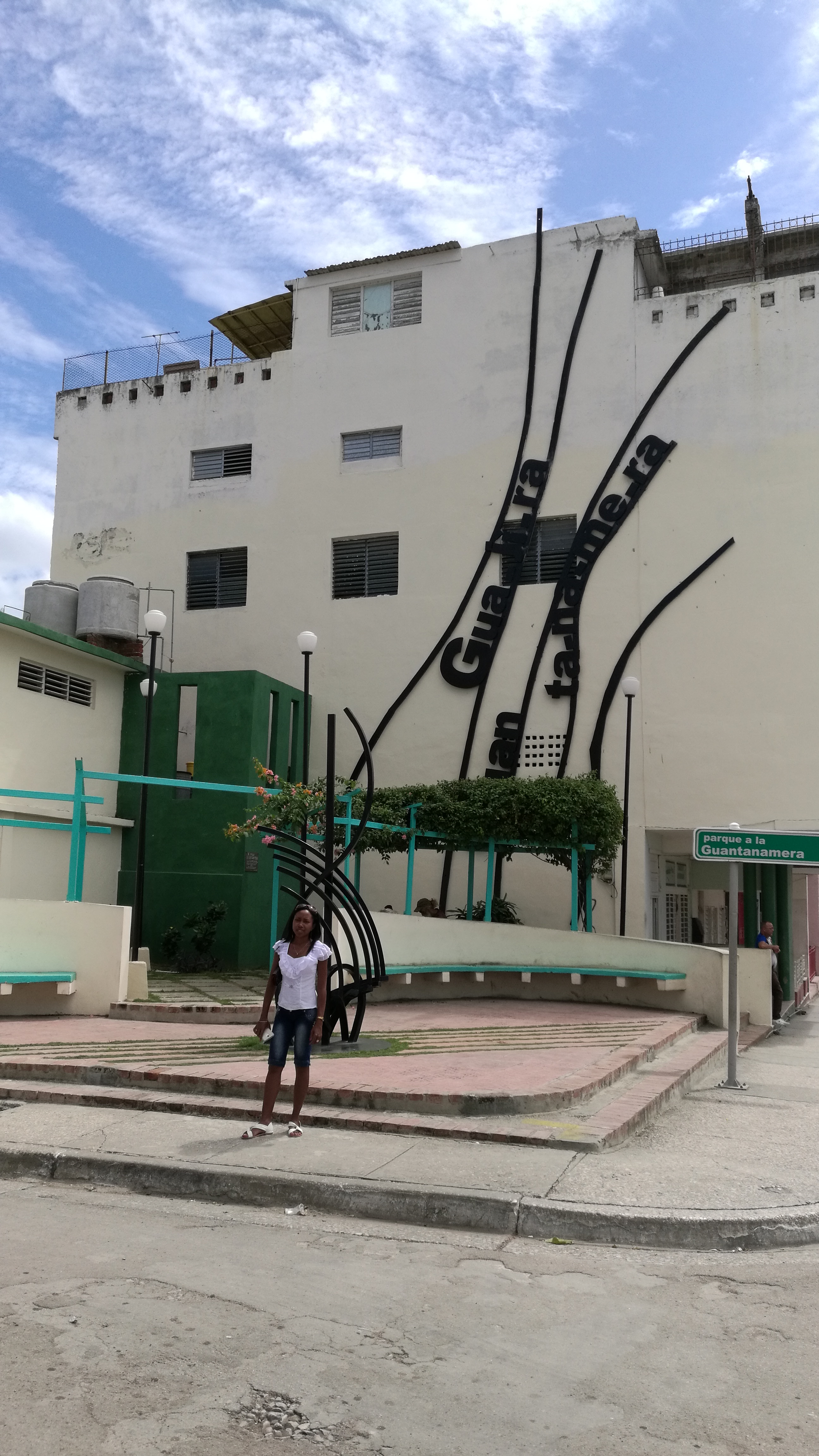
تالار کارنگی در گوآنتانامرا

«گوانتانامِرا» (به اسپانیایی: Guantanamera) ترانهٔ ملی‌گرایانه کوبایی، سروده خوزه مارتی، رهبر جنبش استقلال کوبا در مبارزه با امپراتوری اسپانیا است. نام ترانه برگرفته از شهر گوانتانامو و خطاب به به دختری روستایی که اهل آن شهر است.
ترانه گوانتانامرا، توسط خوزیتو فرناندز و بر اساس شعری از خوزه مارتی در کتاب اشعار ساده ساخته و تنظیم شد. این اشعار خطاب به دختری روستایی از «گوآنتانامو» نوشته شده‌اند.
این ترانه اسپانیولی، نخستین‌بار در سال ۱۹۶۳ میلادی، در اجرایی زنده در تالار کارنگی، توسط گروه فولک آمریکایی دِ ویورز اجرا شد، اما در پی اجرای دوباره ترانه توسط گروه فولک راک آمریکایی سندپایپرز در سال ۱۹۶۶ به شهرت جهانی رسید. این ترانه تاکنون توسط خوانندگان مطرحی از جمله خولیو ایگلسیاس، جون بایز، جیمی بافت، سیلیا کروز، بابی دارین، ژو دسن، مسلم ماقمایف، خوزه فلیسیانو، وایکلف ژان، ترینی لوپز، لوپه، نانا موسکوری، تیتو پوئنته، پیت سیگر و گروه‌هایی چون بوئنا ویستا سوشیال کلاب و جیپسی کینگز بازخوانی و اجرا شده‌است.

## ترجمه شعر
مردی صادقم از سرزمینی که نخل در آن می‌روید
و می‌خواهم پیش از آنکه بمیرم
اشعارم را از قلبم بیرون بیفشانم.
شعرم به رنگ سبز روشن است
و به رنگ یاسمن سوزان،
شعرم گوزنی زخمی است
به جستجوی پناهگاهی در کوهسار.
می‌خواهم سرنوشتم را
با تهی دستان زمین یکی کنم
لالائی زمین برایم
از زمزمه دریا دلپذیرتر است.
به آن‌ها طلای ناب عطا کن
که وقت گدازش، می‌تابد و می‌درخشد،
و به من، جنگل بی‌انتها،
وقتی که خورشید در آن غروب می‌کند.
هر ژانویه و ژوئن،
گل رُز سفید می‌کارم برای دوستی که دست صمیمیت به دستم می‌دهد
و برای نادوستان نابکار،
که قلبم را، که با آن زنده‌ام، جریحه دار می‌کنند،
نه خار و نه گَزَنه،
که رُز سفید می‌کارم.
آرزومندم دنیا را از دروازه طبیعی اش ترک کنم
با مرکبی پوشیده از برگهای سبز،
نه آنکه در تاریکی بگذارندم
همچون خائنان.
من زیبایم
و همچون زیبایان، رو به سوی آفتاب خواهم مُرد.